# آدم هيوز (فنان قصص مصورة)
آدم هيوز (بالإنجليزية: Adam Hughes)‏ هو فنان قصص مصورة أمريكي، ولد في 5 مايو 1967.

## وصلات خارجية
- الموقع الرسمي